# Mika McKinnon
Mika McKinnon é uma geofísica de campo Canadense, pesquisadora de desastres e comunicadora de ciência. Ela é atualmente uma co-investigadora do projeto EXPRESSO do Instituto SETI e consultora científica para séries de ficção científica Stargate Atlantis e Stargate Universe.

## Educação e Início de Carreira
Ela recebeu seu Mestre em Ciências em Geofísica da Universidade da Colúmbia Britânica em 2010. Seu trabalho de graduação se centrava em avaliação e gerenciamento de riso de desabamento de encostas usado modelos estatísticos para mapear suas características físicas para melhor prever desabamento de encostas e reduzir o número de vítimas e a extensão dos danos.

## Divulgação Científica
O trabalho de divulgação científica vão de jornalismo científico popular a consultoria para série de TV de sucesso Stargate